# Viktor Rjaksinski
Viktor Rjaksinski (russe : Виктор Ржаксинский) né le 17 octobre 1967 à Krementchouk, Ukraine (URSS), est un coureur cycliste soviétique, puis ukrainien.

## Biographie
En 1991, dernière année de l'existence de l'URSS, Viktor Rjaksinski, qui court dans l'équipe de l'URSS réalise un doublé retentissant en remportant la Course de la Paix et le championnat du monde sur route amateurs. Il passe professionnel aussitôt après cette victoire. Mais aucun succès ne traduit une réussite dans cette catégorie.

## Palmarès

### Palmarès année par année
- 1990
  - Tour de Grenade
  - 2e du Cinturón a Mallorca
  - 3e du Tour du Hainaut
- 1991
  -  Champion du monde sur route amateurs
  - Classement général de la Course de la Paix

### Résultats sur le Tour d'Espagne
1 participation
- 1993 : 82e